# ノヴス・オルド・セクロールム

アメリカ合衆国の国璽の裏面

ノヴス・オルド・セクロールム （Novus ordo seclorum , 英発音 : [ˈnoʊvəs ˈɔːrdoʊ sɛˈklɔːrəm]、古典ラテン語読み「ノウス・オールドー・セークロールム」）は、「時代の新秩序」を意味するラテン語の成句で、アメリカ合衆国の国璽の裏面に書かれている。
1782年に国璽のデザインに取り入れられ、1935年以降は1米ドル紙幣の裏面にも印刷されている。

## 起源と成句の意味
この成句は、ウェルギリウス『牧歌』第4歌を踏まえている。
その5-8行目に、次のような表現がある。
| ラテン語                                    | 意味                                                   |
| ------------------------------------------- | ------------------------------------------------------ |
| Ultima Cumaei venit iam carminis aetas;     | 今やクーマエの巫女の歌が予言した最後の時代が到来した   |
| magnus ab integro saeclorum nascitur ordo:  | 時代の大いなる秩序が新たに生まれる                     |
| iam redit et Virgo, redeunt Saturnia regna; | 今や女神ヴァルゴが戻り、サートゥルヌス神の王国も甦った |
| iam nova progenies caelo demittitur alto.   | 今や新しい血統が高き天より遣わされる                   |

より一般的な「 saecula（複数主格）」「 saeculorum（複数属格）」の形は、「 ae 」「 o 」では長く「 u 」では短いため、音節上ヘクサメトロス（六歩格）の韻文には適合しない。代替として、ラテン語の詩や散文の歴史上しばしば、「 saecla 」「 saeclorum 」等の変形が使われてきた。
中世の「 ae 」「 æ 」「 e 」の置き換えについては、「Æ(英語)(日本語)」の項を参照のこと。
「中世」を意味する「 medieval 」「 mediæval 」という単語そのものが、実例として挙げられる。
中世のキリスト教徒は、ウェルギリウスの詩をキリスト降誕を予言したものと解釈した。
アウグストゥス帝時代は紀元前ではあるが、世の中がキリスト降誕に向けて準備を始めた黄金時代とみなされた。
この時代の偉大な詩人は、キリストの秘蹟がもたらす啓示や霊光の源と考えられた。
「 seclorum 」という単語は、「世俗（secular）」を表すのではなく「 saeculum 」という名詞の複数属格であり、この場合「世代の」「世紀の」「時代の」を意味する。
「 Saeculum 」はのちにキリスト教ラテン語で「時代」「世界」を表すようになったが、「 secular 」はそこから派生している。
しかし「世俗の」を意味する形容詞「 secularis 」は、「時代の」を意味する「 seclorum 」の複数属格とは別単語である。
このように「 Novus ordo seclorum 」のモットーは、「時代の新秩序」と訳される。
アメリカ合衆国の国璽の原案をデザインしたチャールズ・トムソンはラテン語に詳しかった。
彼はアメリカ独立宣言採択の日以来の「新しいアメリカの時代の始まり」を表すために、このモットーを取り入れるよう提案した。

## 参照項目
- アンヌイト・コエプティス
- エ・プルリブス・ウヌム
- プロビデンスの目